# Sabro
Sabro är en ort i Danmark.   Den ligger i Århus kommun och Region Mittjylland.  Antalet invånare är 2 964. Närmaste större samhälle är Århus, 13 km sydost om Sabro. 